# Pyu (Schrift)

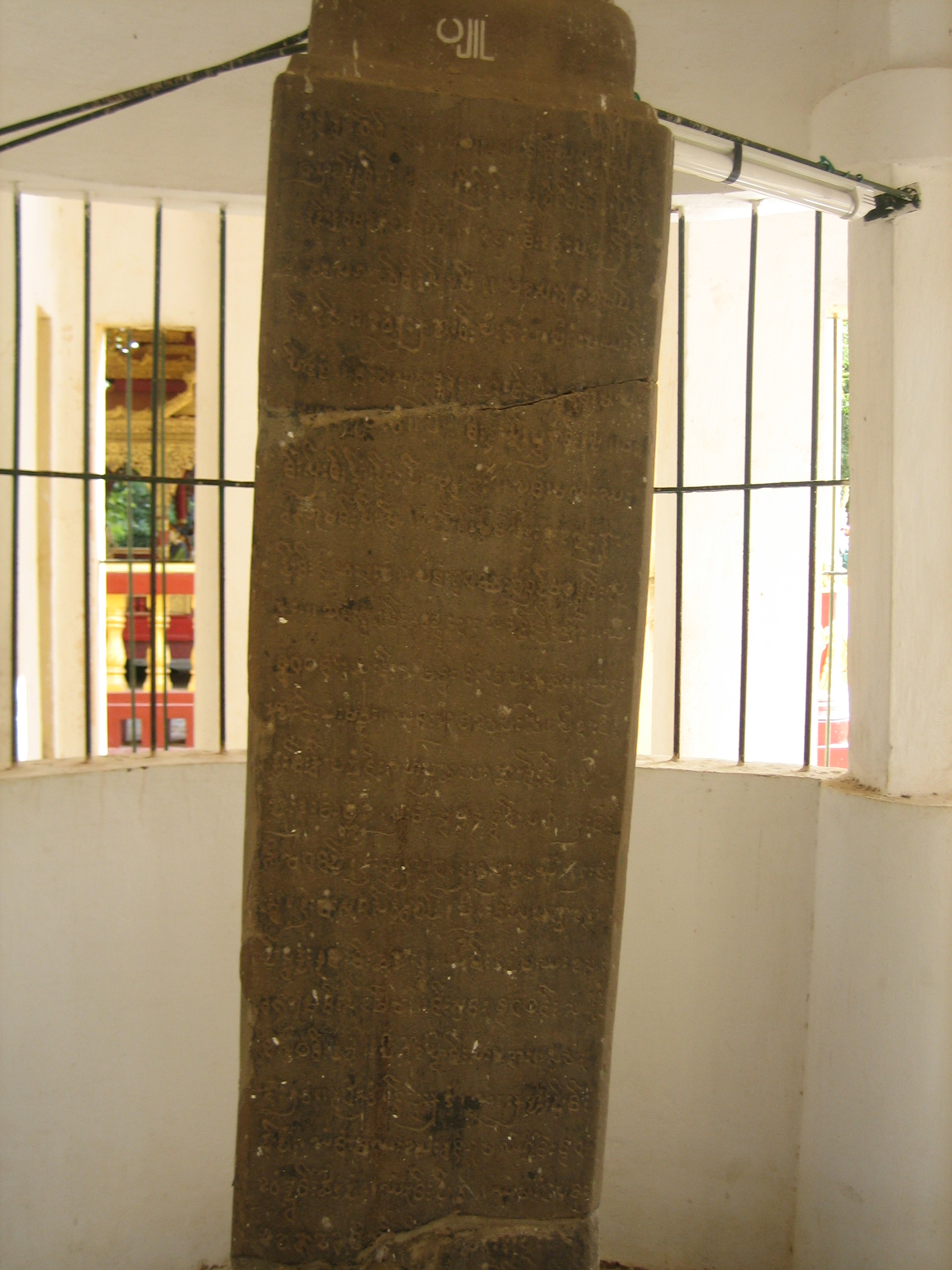
Die Myazedi-Inschrift ca. 1112–1113 in Pyu

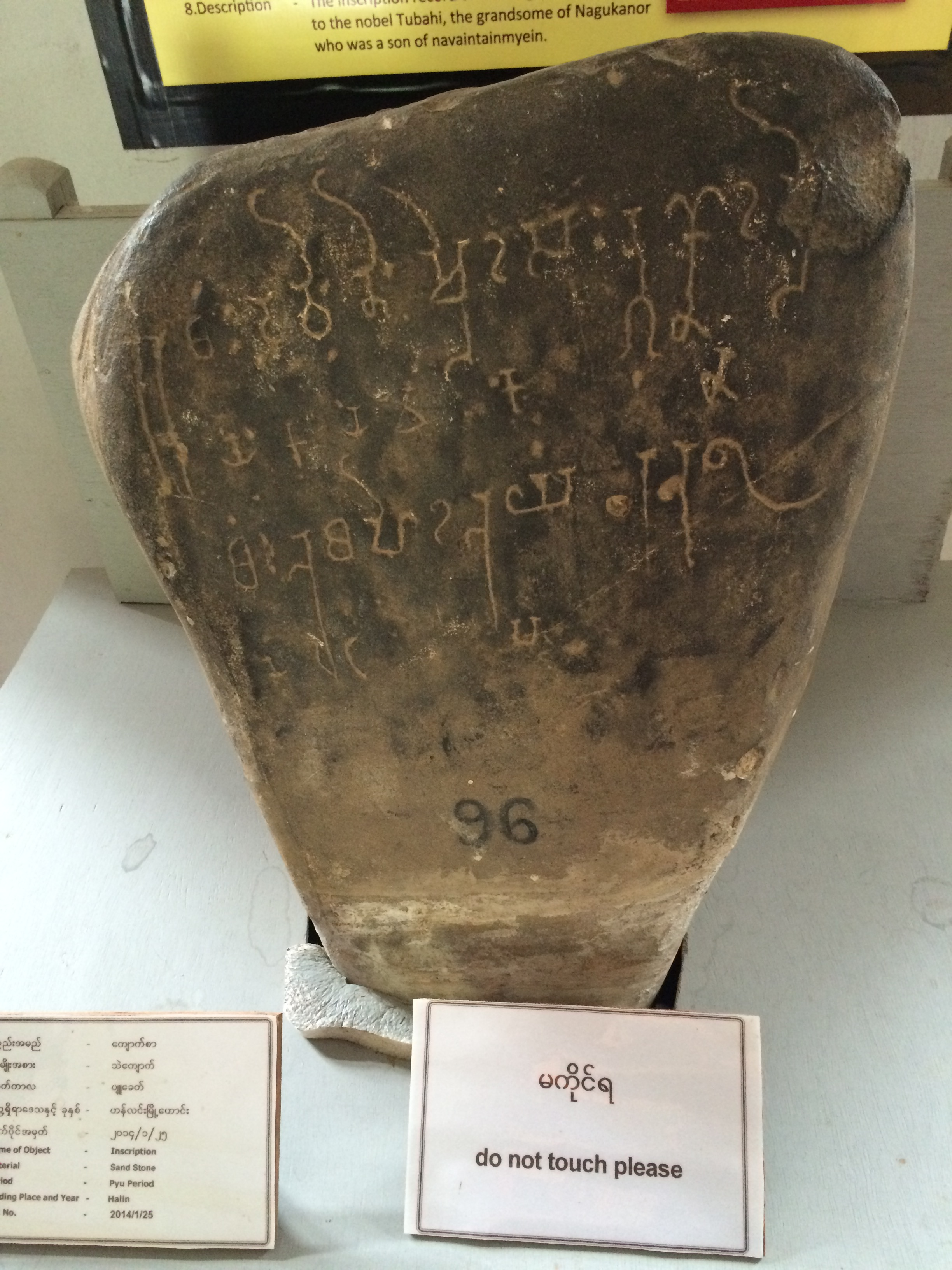
Eine Pyu Inschrift aus dem archäologischen Museum Hanlin, Myanmar

Die Pyu-Schrift ist ein Schriftsystem, das zum Schreiben der Pyu-Sprache verwendet wurde, einer ausgestorbenen Sinotibetischen Sprache, die hauptsächlich im heutigen zentralen Myanmar gesprochen wurde. Sie basierte auf den Brahmi-basierten Schriften sowohl Nord- als auch Südindiens. Die besten verfügbaren Beweise legen nahe, dass sich die Pyu-Schrift zwischen dem 2. und 6. Jahrhundert n. Chr. allmählich entwickelte. Der unmittelbare Vorläufer der Pyu-Schrift scheint die Kadamba-Schrift Südwestindiens zu sein. In der frühen Periode enthielten die Pyu-Inschriften immer interlineare Brahmi-Schriften. Erst im 7. und 8. Jahrhundert erschienen die Inschriften Sri Ksetras alle in der Pyu-Schrift, ohne interlineares Brahmi.
Viele der wichtigen Inschriften wurden neben der Pyu-Schrift in Sanskrit und Pali geschrieben. Die Pyu-Stätten haben eine große Vielfalt an indischen Schriften von König Ashokas Edikten, die in nordindischer Brahmi-Schrift und Tamil Sangam-Literatur geschrieben wurden, beide aus dem 3. und 2. Jahrhundert v. Chr., die Gupta-Schrift und die Kannada-Schrift aus dem 4. bis 6. Jahrhundert n. Chr.
Die Pyu-Schrift ist derzeit nicht in Unicode verfügbar. Ihre Aufnahme wurde 2010 vorgeschlagen. Sie hat einen vorläufigen Platz in der Roadmap des Unicode-Konsortiums.